# Danh sách phối ngẫu nước Tây Ban Nha

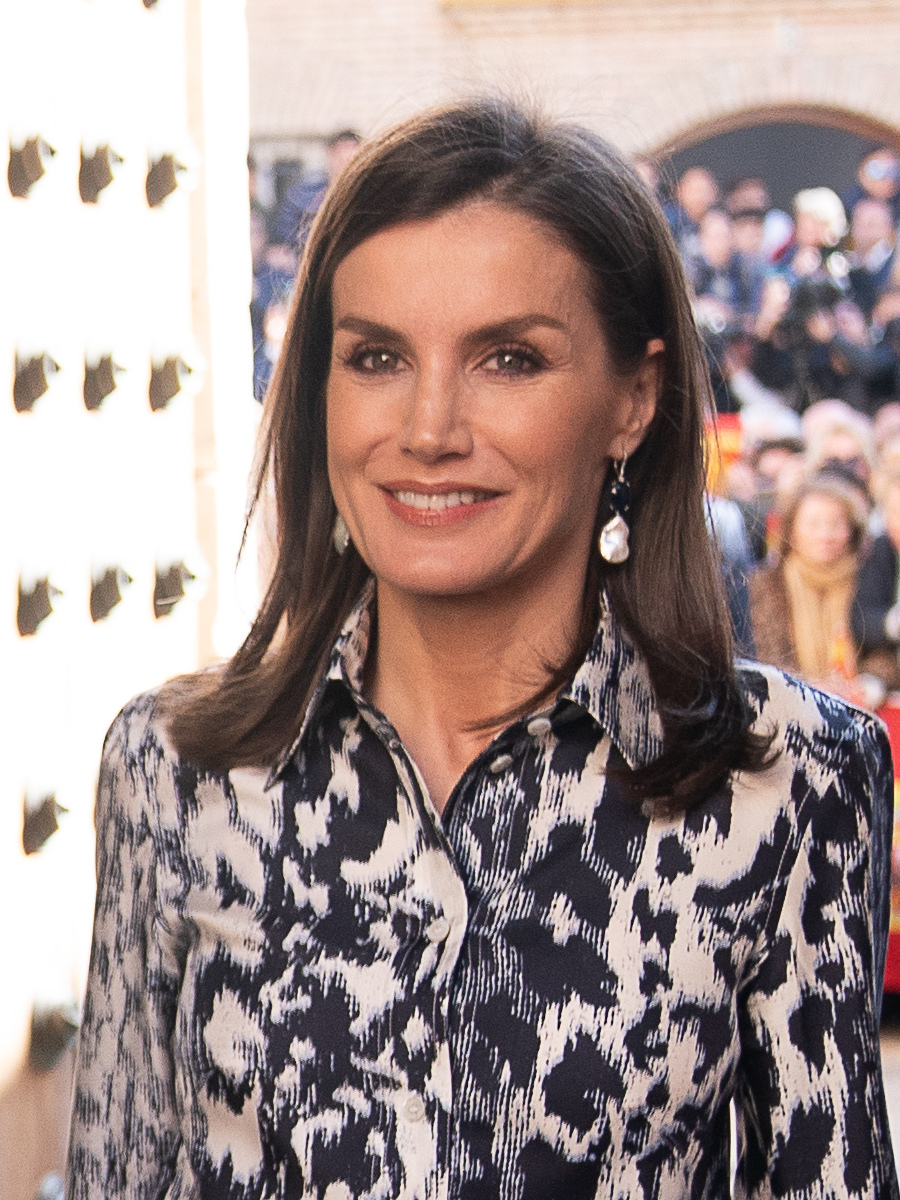
Letizia, vợ của Vua Felipe VI là Vương hậu hiện tại.

Dưới đây là danh sách các vương hậu và vương phu Tây Ban Nha từ năm 1526 đến hiện tại. Vương hậu hiện tại của Tây Ban Nha là Letizia Ortiz Rocasolano, là vợ của Vua Felipe VI và trở thành Vương hậu vào ngày 19 tháng 6 năm 2014 sau khi Vua Juan Carlos I thoái vị. Francisco de Asís, Công tước xứ Cádiz là Vương quân duy nhất với tư cách là chồng của Nữ vương Isabel II.

## Nhà Hasburgo
| Chân dung   | Huy hiệu | Vương phối               | Thân phụ                                            | Thân mẫu                                                | Tại vị               | Sinh – Mất           | Quân chủ   |
| ----------- | -------- | ------------------------ | --------------------------------------------------- | ------------------------------------------------------- | -------------------- | -------------------- | ---------- |
| không khung |          | Isabel của Bồ Đào Nha    | Manuel I của Bồ Đào Nha (Avis)                      | María của Castilla (Trastámara)                         | 1526 – 1539 (13 năm) | 1503 – 1539 (thọ 36) | Carlos I   |
| không khung |          | Nữ vương Mary I của Anh  | Henry VIII của Anh (Tudor)                          | Catalina của Castilla (Trastámara)                      | 1556 – 1558 (2 năm)  | 1516 – 1558 (thọ 42) | Felipe II  |
| không khung |          | Élisabeth của Pháp       | Henri II của Pháp (Valois)                          | Caterina de' Medici (Medici)                            | 1559 – 1568 (9 năm)  | 1545 – 1568 (thọ 23) | Felipe II  |
| không khung |          | Anna của Áo              | Maximilian II, Hoàng đế La Mã Thần Thánh (Habsburg) | María của Tây Ban Nha (Habsburg)                        | 1570 – 1580 (10 năm) | 1549 – 1580 (thọ 31) | Felipe II  |
| không khung |          | Margarete của Áo         | Karl II của Nội Áo (Habsburg)                       | Maria Anna xứ Bayern (Wittelsbach)                      | 1599 – 1611 (12 năm) | 1584 – 1611 (thọ 27) | Felipe III |
| không khung |          | Elisabeth của Pháp       | Henri IV của Pháp (Bourbon)                         | Maria de' Medici (Medici)                               | 1621 – 1644 (23 năm) | 1602 – 1644 (thọ 42) | Felipe IV  |
| không khung |          | Maria Anna của Áo        | Fernando III, Hoàng đế Thánh chế La Mã (Habsburg)   | María Ana của Tây Ban Nha (Habsburg)                    | 1649 – 1665 (16 năm) | 1634 – 1696 (thọ 62) | Felipe IV  |
|             |          | Marie Louise của Orléans | Philippe d'Orléans (Orléans)                        | Henrietta của Anh (Stuart)                              | 1679 – 1689 (10 năm) | 1662 – 1689 (thọ 27) | Carlos II  |
|             |          | Maria Anna xứ Neuburg    | Philipp Wilhelm (Wittelsbach)                       | Elisabeth Amalie xứ Hessen–Darmstadt (Hessen–Darmstadt) | 1690 – 1700 (10 năm) | 1667 – 1740 (thọ 73) | Carlos II  |

## Nhà Borbón
| Chân dung   | Huy hiệu | Vương phối                        | Thân phụ                                    | Thân mẫu                                    | Tại vị               | Sinh – Mất           | Quân chủ    |
| ----------- | -------- | --------------------------------- | ------------------------------------------- | ------------------------------------------- | -------------------- | -------------------- | ----------- |
| không khung |          | Maria Luisa của Savoia            | Vittorio Amadeo II của Sardegna (Savoia)    | Anne Marie d'Orléans (Orléans)              | 1701 – 1714 (13 năm) | 1688 – 1714 (thọ 26) | Felipe V    |
|             |          | Elisabetta Farnese                | Odoardo Farnese (Farnese)                   | Dorothea Sophie xứ Neuburg (Wittelsbach)    | 1714 – 1724 (10 năm) | 1692 – 1766 (thọ 74) | Felipe V    |
|             |          | Louise Élisabeth xứ Orléans       | Philippe II, Công tước xứ Orléans (Orléans) | Quý bà Françoise Marie de Bourbon (Bourbon) | 1724 (~1 năm)        | 1709 – 1742 (thọ 33) | Luis I      |
|             |          | Elisabetta Farnese (chồng hồi vị) | Odoardo Farnese (Farnese)                   | Dorothea Sophie xứ Neuburg (Wittelsbach)    | 1724 – 1746 (22 năm) | 1692 – 1766 (thọ 74) | Felipe V    |
|             |          | Maria Bárbara của Bồ Đào Nha      | João V của Bồ Đào Nha (Bragança)            | Maria Anna của Áo (Habsburg)                | 1746 – 1758 (12 năm) | 1711 – 1758 (thọ 47) | Fernando VI |
|             |          | Maria Amalia của Ba Lan           | August III của Ba Lan (Wettin)              | Maria Josepha của Áo (Habsburg)             | 1759 – 1760 (1 năm)  | 1724 – 1760 (thọ 38) | Carlos III  |
| không khung |          | María Luisa của Parma             | Filippo I xứ Parma (Borbone–Parma)          | Louise Élisabeth của Pháp (Bourbon)         | 1788 – 1808 (20 năm) | 1751 – 1819 (thọ 68) | Carlos IV   |

## Nhà Bonaparte
| Chân dung   | Huy hiệu | Vương phối        | Thân phụ       | Thân mẫu             | Tại vị              | Sinh – Mất           | Quân chủ |
| ----------- | -------- | ----------------- | -------------- | -------------------- | ------------------- | -------------------- | -------- |
| không khung |          | Marie Julie Clary | François Clary | Françoise Rose Somis | 1808 – 1813 (5 năm) | 1771 – 1845 (thọ 74) | José I   |

## Nhà Borbón (phục tịch lần thứ nhất)
| Chân dung   | Huy hiệu | Vương phối                        | Thân phụ                                          | Thân mẫu                                             | Tại vị               | Sinh – Mất           | Quân chủ     |
| ----------- | -------- | --------------------------------- | ------------------------------------------------- | ---------------------------------------------------- | -------------------- | -------------------- | ------------ |
|             |          | Maria Isabel của Bồ Đào Nha       | João VI của Bồ Đào Nha (Bragança)                 | Carlota Joaquina của Tây Ban Nha (Bourbon)           | 1816 – 1818 (2 năm)  | 1797 – 1818 (thọ 21) | Fernando VII |
|             |          | Maria Josepha Amalia của Sachsen  | Maximilian, Công thế tử xứ Sachsen (Wettin)       | Carolina xứ Parma (Borbone–Parma)                    | 1819 – 1829 (10 năm) | 1803 – 1829 (thọ 26) | Fernando VII |
|             |          | Maria Cristina của Hai Sicilie    | Francesco I của Hai Sicilie (Borbone–Hai Sicilie) | María Isabel của Tây Ban Nha (Bórbon)                | 1829 – 1833 (4 năm)  | 1806 – 1878 (thọ 72) | Fernando VII |
| không khung |          | Francisco de Asís của Tây Ban Nha | Infante Francisco de Paula (Borbón)               | Luisa Carlotta của Hai Sicilie (Borbone–Hai Sicilie) | 1846 – 1868 (22 năm) | 1711 – 1758 (thọ 47) | Isabel II    |

## Nhà Saboya
| Chân dung   | Huy hiệu | Vương phối               | Thân phụ                            | Thân mẫu                  | Tại vị              | Sinh – Mất           | Quân chủ |
| ----------- | -------- | ------------------------ | ----------------------------------- | ------------------------- | ------------------- | -------------------- | -------- |
| không khung |          | Maria Vittoria dal Pozzo | Carlo Emanuele dal Pozzo (Cisterna) | Louise de Mérode (Mérode) | 1870 – 1873 (3 năm) | 1847 – 1876 (thọ 29) | Amadeo I |

## Nhà Borbón (phục tịch lần thứ hai và ba)
| Chân dung   | Huy hiệu | Vương phối                        | Thân phụ                                                       | Thân mẫu                                      | Tại vị               | Sinh – Mất           | Quân chủ      |
| ----------- | -------- | --------------------------------- | -------------------------------------------------------------- | --------------------------------------------- | -------------------- | -------------------- | ------------- |
| không khung |          | María de las Mercedes của Orléans | Antoine của Pháp (Orléans)                                     | María Luisa Fernanda của Tây Ban Nha (Borbón) | 1878 (~1 năm)        | 1860 – 1878 (thọ 18) | Alfonso XII   |
|             |          | Maria Christina Henriette của Áo  | Karl Ferdinand của Áo (Habsburg–Lothringen)                    | Elisabeth Franziska của Áo (Habsburg)         | 1879 – 1885 (6 năm)  | 1858 – 1929 (thọ 71) | Alfonso XII   |
| không khung |          | Victoria Eugenie của Battenberg   | Heinrich xứ Battenberg (Battenberg)                            | Beatrice của Anh (Saxe–Coburg và Gotha)       | 1906 – 1931 (25 năm) | 1887 – 1969 (thọ 82) | Alfonso XIII  |
|             |          | Sophia của Đan Mạch và Hy Lạp     | Pavlos I của Hy Lạp (Schleswig–Holstein–Sonderburg–Glücksburg) | Friederike Luise của Hannover (Hannover)      | 1975 – 2014 (39 năm) | 1938 – còn sống      | Juan Carlos I |
| không khung |          | Letizia Ortiz Rocasolano          | Jesús José Ortiz Álvarez                                       | María Paloma Rocasolano Rodríguez             | 2014 – hiện tại      | 1972 – còn sống      | Felipe VI     |